# Notiophilus sylvaticus
Notiophilus sylvaticus es una especie de escarabajo del género Notiophilus, familia Carabidae. Fue descrita científicamente por Eschscholtz en 1833.
Esta especie se encuentra en los Estados Unidos (Alaska, Idaho, California, Oregón y Washington) y Canadá.